# Catch .44
Catch .44 é um filme independente de drama de ação e suspense. O filme foi dirigido e escrito pelo estreante Aaron Harvey e estrelado por Bruce Willis, Forest Whitaker, Malin Akerman e Nikki Reed.

## Produção
As filmagens começaram dia 8 de julho de 2010 em Louisiana, Estados Unidos.
O filme é produzido por Curtis Jackson, nome verdadeiro do rapper (e ator) 50 Cent.
O papel das três protagonistas, Tes, Dawn e Kara, passou por grandes mudanças. O elenco original era Maggie Grace como Tes, Sarah Roemer como Dawn e Lauren German como Kara. Roemer foi a primeira atriz a sair do filme, por conta de conflitos em sua agenda, e foi substituída por Laura Ramsey, que, poucos meses depois, também deixou o projeto. Maggie Grace e Lauren German também desistiram de fazer o filme.
Após alguns meses sem notícias sobre o filme, Bruce Willis e Forest Whitaker entraram para o elenco. Então, Malin Åkerman, Lizzy Caplan e Kate Mara foram anunciadas como as novas Tes, Dawn e Kara respectivamente. Poucos dias depois, Lizzy Caplan saiu do projeto e Deborah Ann Woll foi escolhida como a nova Dawn. Kate Mara também deixou o projeto, sendo substituída por Nikki Reed.
O elenco estava finalmente completo.
O filme apresenta arte da artista Elisa Guardiola, de Dallas.
Os direitos de Catch .44 foram adquiridos pela Anchor Bay Films. O produtor independente de filmes Cassian Elwes intermediou o acordo.

## Sinopse
A história de três mulheres - lideradas por Tes (Malin Åkerman) - que se envolvem na vida do crime ao conhecerem um estranho chamado Mel (Bruce Willis), que as envia para uma missão que pode ser a última de suas vidas. Aos poucos, se envolvem cada vez mais numa situação extraordinária com um assassino psicótico (Forest Whitaker), um caminhoneiro grisalho e um cozinheiro delirante. E por trás disso tudo, está Mel.

## Elenco
- Bruce Willis como Mel
- Malin Åkerman como Tes
- Deborah Ann Woll como Dawn
- Nikki Reed como Kara
- Forest Whitaker como Ronny
- Brad Dourif como Sheriff Connors
- Michael Rosenbaum como Brandon
- Dan Silver como David
- Jimmy Lee Jr. como Jesse
- Shea Whigham como Billy
- Edrick Browne como Devon
- Jill Stokesberry como Francine
- P.J. Marshall como Deputy Elmore

## Recepção
Neil Genzlinger, do The New York Times, deu ao filme 2 de 5 e escreveu: "Um conto de drogas com atores de primeira linha tentando se divertir com um roteiro de força média. Às vezes eles conseguem, mas não o suficiente para elevar o filme para o território "Pulp Fiction".